# Gymnothorax ypsilon
Gymnothorax ypsilon és una espècie de peix de la família dels murènids i de l'ordre dels anguil·liformes que es troba al sud del Japó i a les Hawaii.
Els mascles poden assolir els 89 cm de longitud total.